# 주례여자고등학교
주례여자고등학교(周禮女子高等學校)는 대한민국 부산광역시 사상구 주례동에 있는 공립 고등학교이다.

## 학교 연혁
- 1981년 11월 25일 : 36학급인가 (부산광역시 사상구 주례동 84-193 소재)
- 1982년 3월 1일 : 초대 신도희 교장 취임
- 1982년 3월 5일 : 개교 및 입학식 거행 (12학급 727명)
- 1985년 2월 15일 : 제1회 졸업식 (졸업생 703명)
- 2001년 3월 1일 : 교육인적자원부 영재교육 연구학교 지정
- 2001년 3월 1일 : 학교 숲 시범학교 운영(생명의 숲 가꾸기 운영본부)
- 2008년 6월 26일 : 다목적 강당 개관식
- 2010년 2월 25일 : 교육과학기술부 자율형 공립고 지정(2011.3-2016.2)
- 2016년 3월 2일 : 교육부 자율형 공립고 재지정(2016.3-2021.2)
- 2021년 2월 19일 : 블랜디드 교실 구축(29개 교실)
- 2021년 3월 1일 : 고교학점제 연구학교 운영(~2024.02.29.)
- 2022년 9월 1일 : 제16대 오경옥 교장 취임
- 2023년 9월 13일 : 산책로 데크길 준공
- 2024년 3월 4일 : 제43회 입학식(입학생 186명)
- 2024년 12월 26일 : 제41회 졸업식(졸업생 188명, 졸업생 총 수 18,464명)

## 참고 자료
- 주례여자고등학교 - 한국교육학술정보원 학교알리미